# Karim Aouadhi
Karim Aouadhi, né le 2 mai 1986 à Mégrine, est un footballeur international tunisien reconverti comme entraîneur. Il évolue au poste de milieu défensif entre 2006 et 2024.
Il occupe le poste d’entraîneur adjoint à l'AS Soliman depuis 2024.

## Biographie
Formé à l'Association Mégrine Sport, il rejoint le Club africain en 2006. Le 5 septembre 2008, Aouadhi est prêté à Al-Wahda FC jusqu'à la fin de juin 2009. En avril 2011, il signe un contrat avec le Fortuna Düsseldorf.
Le 27 décembre 2011, il signe un contrat de deux ans et demi en faveur de l'Espérance sportive de Tunis.
Il est ensuite recruté par le Stade tunisien en 2014 puis par le Club sportif sfaxien en 2015.
Le 1er juillet 2018, il s'engage avec l'Étoile sportive du Sahel pour deux ans. Après une saison, il s'engage avec l'Abha Club pour deux ans.
En 2021, il retourne une nouvelle fois en Tunisie par le biais d'une équipe qu'il connaît bien, le Stade tunisien, où il a déjà évolué dans le passé. Il signe un contrat jusqu'en 2023.
Son dernier parcours comme joueur a lieu avec l'Avenir sportif de Soliman, avant de mettre fin à sa carrière et intégrer l'équipe technique de cette même équipe en tant qu'entraîneur assistant.

## Palmarès
- Championnat de Tunisie (3) : 2008, 2012, 2014
- Coupe nord-africaine des clubs champions (2) : 2008, 2010
- Coupe arabe des clubs champions (1) : 2019